# Vôi (thị trấn)
Vôi là thị trấn huyện lỵ của huyện Lạng Giang, tỉnh Bắc Giang, Việt Nam.

## Địa lý
Thị trấn Vôi nằm ở trung tâm huyện Lạng Giang, có vị trí địa lý:
- Phía đông giáp xã Xương Lâm
- Phía tây giáp xã Mỹ Thái và xã Tân Thanh
- Phía nam giáp xã Tân Dĩnh
- Phía bắc giáp xã Yên Mỹ.

Thị trấn Vôi có diện tích 12,13 km², dân số năm 2018 là 16.855 người, mật độ dân số đạt 1.390 người/km².
Thị trấn Vôi là nơi giao nhau của các tuyến đường như Quốc lộ 1, đường tỉnh 295 và đường tỉnh 293.

## Lịch sử
Địa bàn thị trấn Vôi hiện nay trước đây vốn là xã Phi Mô và một phần xã Yên Mỹ thuộc huyện Lạng Giang.
Thị trấn Vôi được thành lập vào ngày 22 tháng 12 năm 1997 trên cơ sở điều chỉnh 335,87 ha diện tích tự nhiên và 4.560 người của xã Yên Mỹ.
Đến năm 2018, thị trấn Vôi có diện tích 3,41 km², dân số là 7.383 người, mật độ dân số đạt 2.165 người/km². Xã Phi Mô có diện tích 8,72 km², dân số là 9.472 người, mật độ dân số đạt 1.086 người người/km².
Ngày 21 tháng 11 năm 2019, Ủy ban Thường vụ Quốc hội ban hành Nghị quyết số 813/NQ-UBTVQH14 về việc sắp xếp các đơn vị hành chính cấp xã thuộc tỉnh Bắc Giang (nghị quyết có hiệu lực từ ngày 1 tháng 1 năm 2020). Theo đó, sáp nhập toàn bộ diện tích và dân số của xã Phi Mô vào thị trấn Vôi.
Ngày 27 tháng 12 năm 2024, Bộ Xây dựng ban hành Quyết định số 1256/QĐ-BXD về việc công nhận thị trấn Vôi là đô thị loại IV.